# Vui sướng trên nỗi đau của người khác

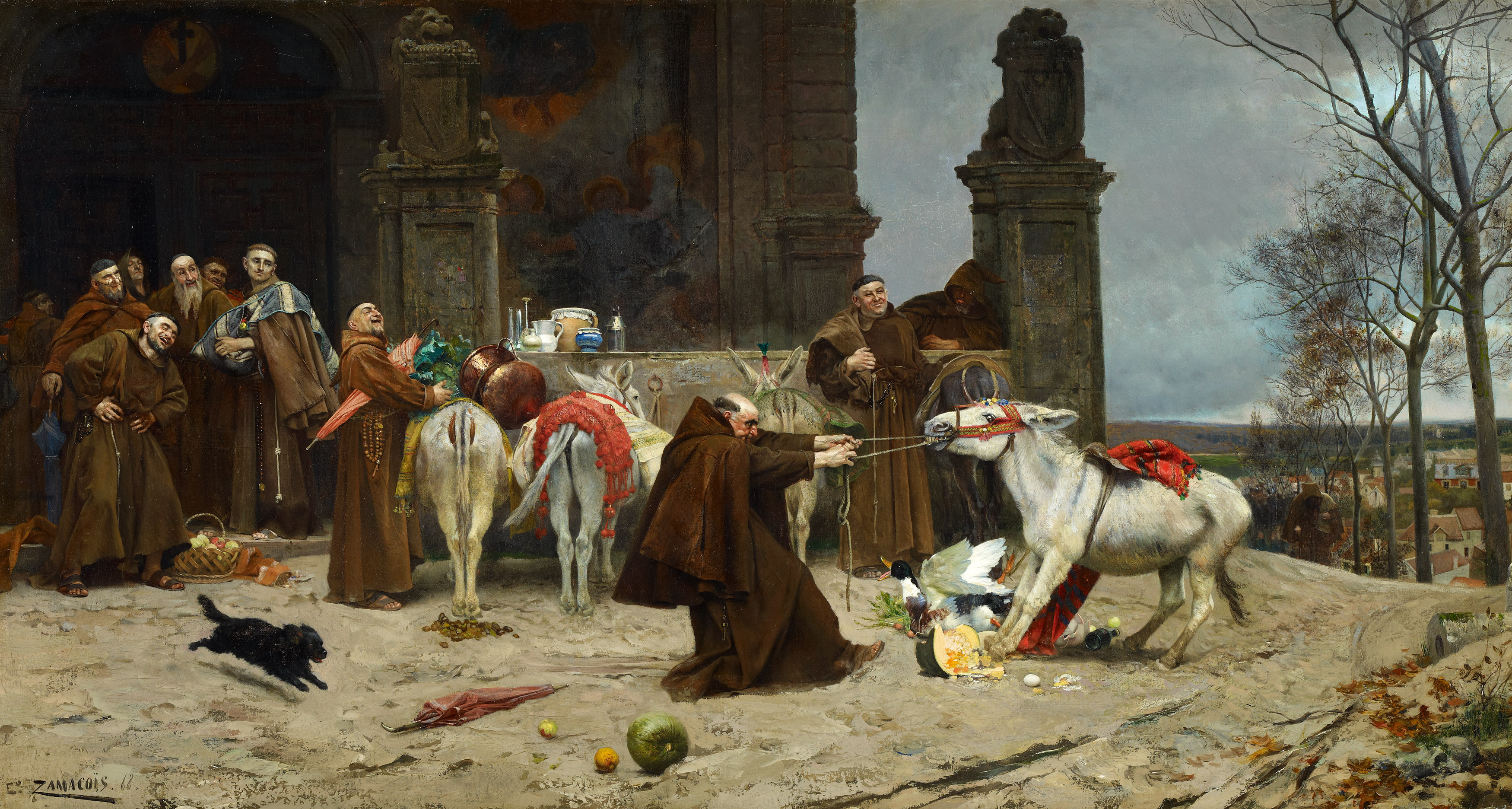
Return to the Convent, tranh của Eduardo Zamacois y Zabala năm 1868. Trong tranh, một thầy tu đang cố kéo con lừa bị một nhóm thầy tu khác cười nhạo.

Vui sướng trên nỗi đau của người khác (hay là schadenfreude) là cảm giác sung sướng, hả hê, khoái trá khi được chứng kiến hay nhận thấy những đau khổ, rắc rối, sai trái, thất bại của người khác. Đây là một dạng cảm xúc tiêu cực phức tạp, khơi dậy từ việc thấy người khác bất hạnh mà tự đắc, chứ không đồng cảm và chia sẻ với họ. Trẻ em trải qua cảm xúc này nhiều hơn người lớn, trong khi người lớn lại có khả năng che giấu cảm xúc này tốt hơn.

## Từ nguyên
Từ nguyên của cảm xúc này trong tiếng Anh là Schadenfreude, vốn được mượn từ tiếng Đức, là tổng hợp của hai từ: Schaden (tổn thương, hãm hại ai đó) và Freude (niềm vui). Từ này lần đầu tiên được đề cập tới trong các văn bản tiếng Anh là vào năm 1852 - 1867, và được sử dụng trong các nội dung chính thống từ năm 1895. Trong tiếng Đức, nó được lần đầu tiên định nghĩa vào những năm 1740.

## Câu nói
| “               | Khi ta cười trên nỗi bất hạnh của người khác-đó là ta đang bộc lộ mặt tối của mình. Khi ta thấy vui trong nỗi đau của đối thủ-đó là sự thỏa mãn có tính di truyền | ” |
| — Lyall Watsonl | |   |

## Sách tham khảo
- Smith, Richard H. 2013. The Joy of Pain: Schadenfreude and the Dark Side of Human Nature. Oxford University Press. ISBN 978-0-19-973454-2